# Phelipanche lavandulacea
Phelipanche lavandulacea är en snyltrotsväxtart. Phelipanche lavandulacea ingår i släktet Phelipanche och familjen snyltrotsväxter.

## Underarter
Arten delas in i följande underarter:
- P. l. lavandulacea
- P. l. trichocalyx